# Schuler (azienda)
La Schuler Group con sede a Göppingen è una società tedesca di formatura, il costruttore più grande al mondo di presse.

## Storia

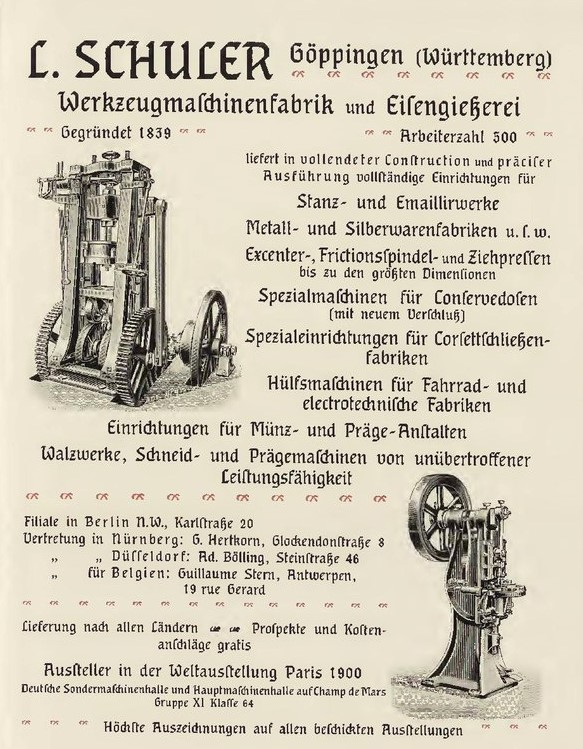
Pubblicità a Parigi del 1900

Nel 1839, Louis Schuler fonda la società omonima, che nel 1852 costruisce la sua prima macchina per lavorare lamiere. Nel 1895 viene fabbricata la prima macchina stampa conio, anche esportata in Cina. Alla Esposizione di Parigi (1900) viene presentata la prima pressa transfer (termopressa) del mondo. Nel 1924 viene fabbricata la prima pressa per carrozzeria in ambito automotive. Dal 1961 inizia l'espansione internazionale. Nel 1999 avviene la quotazione in Borsa. Nel 2007 viene acquisita la tedesca Müller Weingarten AG.
Nello stesso anno viene presentata la tecnologia ServoDirekt. 
Nel 2014 segue la tecnologia TwinServo.
Una delle prime presse Schuler del 1928 rimane presso la Automobilwerk Eisenach nel museo Automobile welt eisenach a Eisenach come monumento tecnico.
La austriaca Andritz AG nel maggio 2012 acquisisce dalla famiglia Schuler-Voith il 38,5% delle azioni Schuler. Dal febbraio 2013 la Andritz detiene il 93,57% della società.
La società venne tolta dal listino di Borsa nel 2014.
Nel 2017 la Schuler Innovation Tower a Göppingen viene inaugurata.
Nell'aprile 2019 la Porsche e la Schuler creano su un terreno di 13 ettari a Star Park vicino a Halle (Saale) un sito per la produzione di parti di carrozzerie con presse Schuler. L'investimento è stato di 100 milioni di Euro.